# الحاجي سيساي
الحاجي سيساي (بالإنجليزية: Alhaji Sesay)‏ (مواليد 9 أكتوبر 1982 في فريتاون، سيراليون) هو لاعب كرة قدم سيراليوني هولندي سابق كان يجيد اللعب في مركز المهاجم وبدرجة أقل الوسط المهاجم والجناح الأيمن.